# François Andréossy
Pour les articles homonymes, voir Andréossy.
François Andréossy, né à Paris le 1er juin 1633 et mort à Castelnaudary le 3 juin 1688, est un ingénieur, géomètre et cartographe français, dont la famille est originaire de Lucques en Italie.

## Origine
En 1660, il voyage en Italie pour étudier particulièrement les canaux, et les écluses (dont les premiers plans sont attribués à Léonard de Vinci). Il y a lieu de penser que l'expérience acquise lors de ce voyage sera déterminante pour la conception des écluses du canal du Midi (système des écluses multiple).
Lors de ce voyage, il fut installé sénateur de la République de Lucques, avec attestation de sa noblesse et de celle de ses ancêtres le 11 octobre 1660.

## Ingénieur du canal du Midi
Charles-François d'Anglure de Bourlemont, archevêque de Toulouse (devenu le président des États de Languedoc à la suite de l'exil de l'archevêque de Narbonne François Fouquet), présenta à Pierre-Paul Riquet son futur bras droit, François d’Andréossy, spécialiste de génie civil et en particulier d’hydraulique. L’organisateur des travaux de constructions du canal du Midi avait dès lors son ingénieur, niveleur, dessinateur et cartographe, qui allait travailler au service du canal tout le reste de sa vie, et ses descendants continuèrent tout comme lui, pendant un siècle.
Excellent cartographe, il réalisa, dans les années 1650, un plan relief de la ville de Narbonne.
François d'Andreossy est directeur du canal au département de Castelnaudary de 1680 à 1686.

## Descendance
Son fils, François d'Andreossy, né en 1665, devient à son tour directeur du canal au département de Castelnaudary de 1686 à 1709.
Joseph d'Andreossy, né en 1703, fils du précédent, est directeur du canal au département du Somail 1732 à 1763, et
Pierre Claude d'Andreossy en 1767.
Joseph Pierre Claude d'Andreossy est coseigneur de Castelnaudary. Né le 20 septembre 1744 et mort en 1820, il est directeur du canal royal du Languedoc puis ingénieur en chef des ponts et chaussées. Il est membre du collège électoral de l'Aude et devient baron du premier Empire le 8 avril 1813.

## La paternité du projet?
Son arrière-petit-fils, le général Antoine François Andréossy dans son Histoire du Canal du Midi contesta pourtant la paternité du projet du canal du Midi à Pierre-Paul Riquet au profit de son aïeul.

## Dans la fiction
- Dans le roman Monsieur Riquet, de Michèle Teysseyre, le récit est vu à travers les yeux de François Andréossy, le narrateur, bras droit de Riquet.